# 阿爾歇河
50°52′18.2″N 8°0′39.2″E / 50.871722°N 8.010889°E

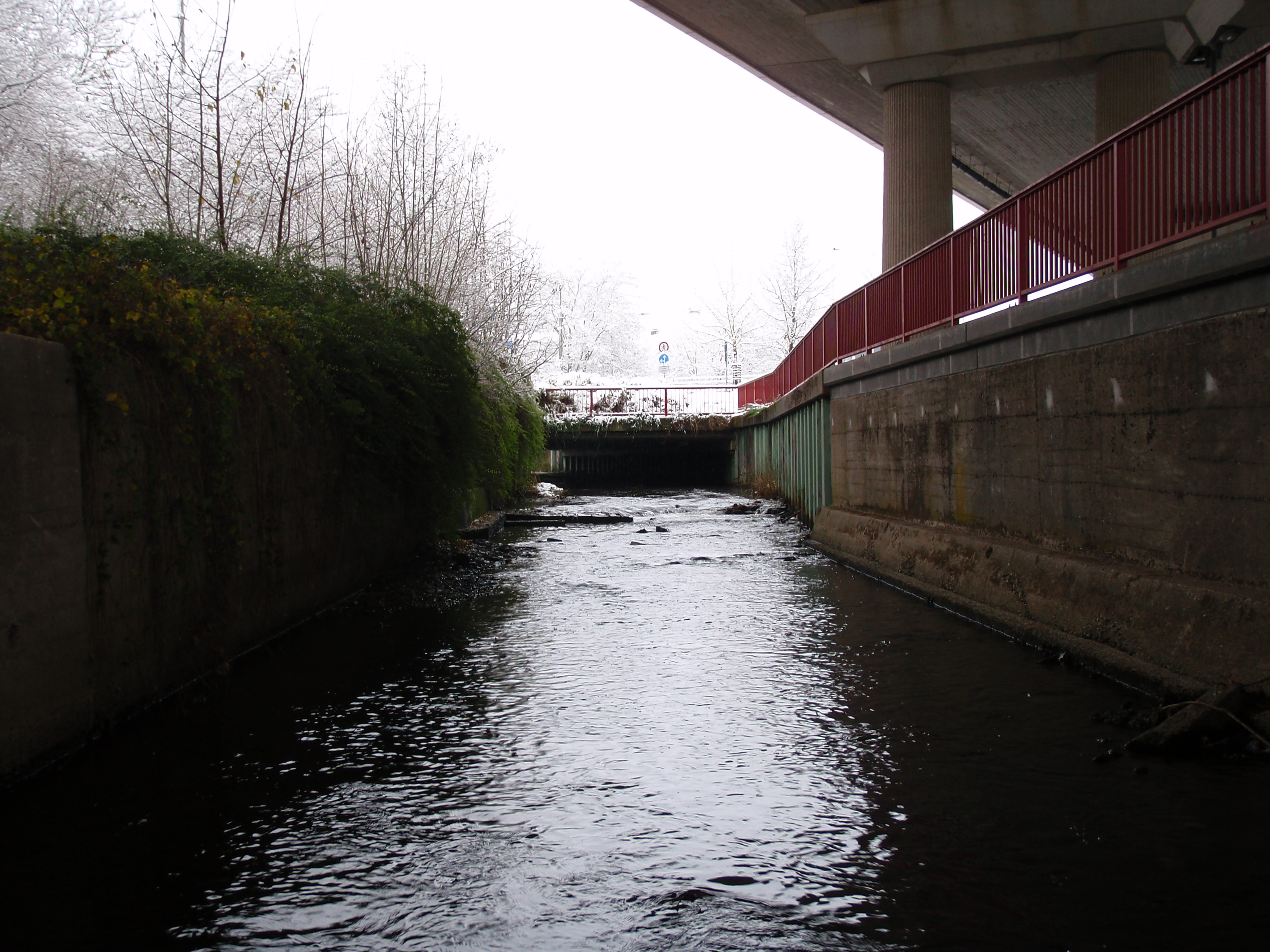

阿爾歇河（德語：Alche），是德國的河流，位於該國西部，處於北萊茵-威斯特法倫州，屬於錫格河的右支流，河道全長12公里，流域面積24平方公里。